# El rector de Vallfogona (Frederic Soler)
Lo rector de Vallfogona (El rector de Vallfogona en català normatiu) és un drama en tres actes i en vers, original de Frederic Soler, estrenat per primera vegada al Teatre Romea de Barcelona, la nit del 14 de novembre de 1871.
L'acció passa al poble de Vallfogona, durant el regnat de Felip IV de Castella. L'obra gira al voltant de la figura de Francesc Vicent Garcia i Ferrandis, l'autèntic Rector de Vallfogona.

## Repartiment de l'estrena
- Maria: Francisca Soler.
- Àngela: Balbina Pi.
- El Rector: Joaquim García-Parreño.
- El Doctor: Andreu Cazurro.
- Don Joan: Miquel Llimona.
- Don Lluís: Josep Clucellas.
- Eudalt: Frederic Fuentes.
- Benet: Lleó Fontova.
- Escolans, homes del Somatent, pagesos, pageses i nois del poble.